# Театр воєнних дій

Об'єднані регіональні командування Збройних сил США.

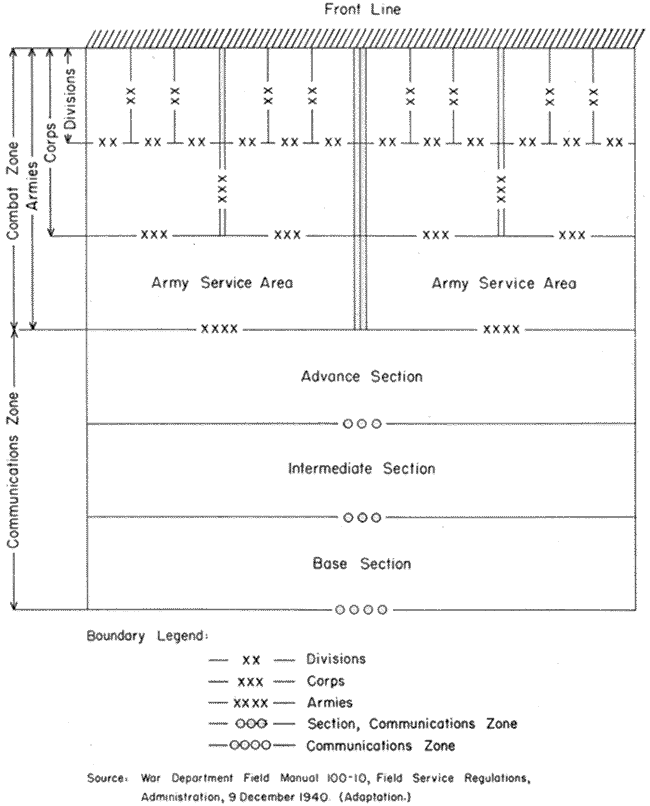
Типова організація оперативного театру бойових дій відповідно до Доктрини Військового департаменту США, 1940.

Теа́тр воє́нних дій (ТВД) — певна територія суші та морський і повітряний простір, що прилягає до неї, в межах яких передбачаються воєнні дії, а під час війни діє частина Збройних сил країни (коаліції країн), вирішуючи стратегічні завдання, що випливають із загального плану війни. ТВД зазвичай є частиною театру війни і включає один або декілька стратегічних напрямків.
Територія (сухопутна, морська, повітря) нейтральних і інших невоюючих держав не повинна використовуватися як театр воєнних дій. Відповідно до міжнародних договорів в театр воєнних дій не можуть бути перетворені:
1. деякі міжнародні протоки (наприклад, Магелланова протока за Договором 1981 р. між Аргентиною і Чилі);
2. міжнародні канали (наприклад, Суецький канал згідно з Константинопольською конвенцією 1888 р.);
3. окремі острови і архіпелаги (наприклад, Аландські острови відповідно до Мирного договору між переможцями в Другій світовій війні і Фінляндією 1947 р., архіпелаг Шпіцбергена відповідно до Паризького договору про Шпіцберген 1920
4. окремі континенти (наприклад, Антарктика відповідно до Договору 1959 р.).

Згідно з Угодою щодо космосу 1967 років, в театр воєнних дій не можна включати Місяць і інші небесні тіла. З театру воєнних дій може бути виключена частина державної території воюючої сторони з метою утворення спеціальних зон, передбачених нормами права збройних конфліктів (наприклад, санітарні зони і місцевості). Що стосується без'ядерних зон, то вони в цілому не виключаються зі сфери збройного конфлікту, проте не можуть бути театром ядерної війни.